# لايلي مارتن
لايلي مارتن (بالإنجليزية: Lyle Martin)‏ (25 مارس 1985 في الولايات المتحدة - ) هو لاعب كرة قدم أمريكي في مركز الدفاع. لعب مع نادي شيفاز يو إس أي ونادي غويزهو رينهي وسان أنتونيو سكوربيونز وفانكوفر وايتكابس (نادي كرة قدم) وBakersfield Brigade ‏ ونادي ووهان وBeijing Sport University F.C. ‏.

## وصلات خارجية
- لايلي مارتن على موقع قاعدة بيانات كرة القدم.إي يو (الإنجليزية)